# PN 18001
PN 18001 – powszechnie znany skrót dla Systemu Zarządzania Bezpieczeństwem i Higieną Pracy według normy: PN-N-18001:2004. System zarządzania BHP opisany w normie jest oparty na, klasycznej dla zarządzania jakością, filozofii ciągłego doskonalenia zgodnie z Kołem Deminga. W Polsce pierwsza edycja normy pojawiła się w 1999 roku, a w 2004 roku została wydana przez PKN nowelizacja.
PN 18001 jest normą zawierającą zbiór wymagań, które po spełnieniu przez daną organizację są podstawą do wydania certyfikatu zgodności przez zaproszoną jednostkę certyfikującą. Najczęściej spotykanym odpowiednikiem polskiej normy jest norma OHSAS 18001 z 1999 roku. Obie te normy są prawie identyczne i wdrożenie systemu według jednej normy jest prawie tożsame z wdrożeniem drugiej normy. Należy pamiętać, że norma PN-N-18001:2004 jest polską normą a nie normą ISO (International Organization for Standardization). Prace nad międzynarodową normą ISO ds. BHP nie powiodły się już dwukrotnie. Główną przyczyną niepowodzenia były znaczne rozbieżności w przepisach prawnych poszczególnych państw i standaryzacja do tej pory nie była możliwa.
System zarządzania BHP zgodny z PN 18001 jest rzadko certyfikowanym systemem zarządzania w Polsce. Częściej spotyka się systemy zarządzania jakością, zarządzania środowiskowego, bezpieczeństwem żywności zgodnie z HACCP. Certyfikat systemu zarządzania jakością, środowiskowego lub BHP wydawany jest przez firmy certyfikujące zwanymi jednostkami certyfikującymi po przeprowadzeniu audytu certyfikującego.

## Spis treści normy PN-N-18001:2004
Przedmowa

Wprowadzenie

Systemy zarządzania bezpieczeństwem i higieną pracy — Wymagania

1. Zakres normy

2. Powołania normatywne

3. Definicje

4. Wymagania dotyczące systemu zarządzania bezpieczeństwem i higieną pracy

4.1 Wymagania ogólne

4.2 Zaangażowanie najwyższego kierownictwa oraz polityka bezpieczeństwa i higieny pracy

4.2.1 Zaangażowanie najwyższego kierownictwa

4.2.2 Polityka bezpieczeństwa i higieny pracy

4.2.3 Współudział pracowników

4.3 Planowanie

4.3.1 Wymagania ogólne

4.3.2 Wymagania prawne i inne

4.3.3 Cele ogólne i szczegółowe

4.3.4 Planowanie działań

4.4 Wdrażanie i funkcjonowanie

4.4.1 Struktura, odpowiedzialność i uprawnienia

4.4.2 Zapewnienie zasobów

4.4.3 Szkolenie, świadomość, kompetencje i motywacja

4.4.4 Komunikowanie się

4.4.5 Dokumentacja systemu zarządzania bezpieczeństwem i higieną pracy

4.4.5.1 Postanowienia ogólne

4.4.5.2 Nadzór nad dokumentami

4.4.5.3 Nadzór nad zapisami

4.4.6 Zarządzanie ryzykiem zawodowym

4.4.7 Organizowanie prac i działań związanych ze znaczącymi zagrożeniami

4.4.8 Zapobieganie, gotowość i reagowanie na wypadki przy pracy i poważne awarie

4.4.9 Zakupy

4.4.10 Podwykonawstwo

4.5 Sprawdzanie oraz działania korygujące i zapobiegawcze

4.5.1 Monitorowanie

4.5.2 Badanie wypadków przy pracy, chorób zawodowych i zdarzeń potencjalnie wypadkowych

4.5.3 Audytowanie

4.5.4 Niezgodności oraz działania korygujące i zapobiegawcze

4.6 Przegląd zarządzania

4.7 Ciągłe doskonalenie

Załącznik A

Bibliografia